# Tour Down Under 2025
Tour Down Under 2025 var den 25:e upplagan av det australiska etapploppet Tour Down Under. Cykelloppets sex etapper kördes mellan 21 och 26 januari 2025 med start i Prospect och målgång i Adelaide. Loppet var en del av UCI World Tour 2025 och vanns av ecuadorianske Jhonatan Narváez från cykelstallet UAE Team Emirates XRG.

## Deltagande lag
| WorldTeams (18)- Alpecin-Deceuninck - Arkéa-B&B Hotels - Bahrain-Victorious - Cofidis - Decathlon AG2R La Mondiale Team - EF Education-EasyPost - Groupama-FDJ - Ineos Grenadiers - Intermarché-Wanty - Lidl-Trek - Movistar Team - Red Bull-BORA-hansgrohe - Soudal Quick-Step - Team Jayco AlUla - Team Picnic-PostNL - Team Visma \| Lease a Bike - UAE Team Emirates XRG - XDS Astana Team ProTeam- Israel-Premier Tech translation for headoftableIII_translate index 39 not found- UniSA-Australia |
| |

## Etapper
| Etapp | Datum  | Start – mål                  | type        | Distans (km) | Höjdskillnad (m) | Etappvinnare     | Totalledare      |
| ----- | ------ | ---------------------------- | ----------- | ------------ | ---------------- | ---------------- | ---------------- |
| 1     | 21 jan | Prospect – Gumeracha         | Flack etapp | 150,7        | 1 595 m          | Sam Welsford     | Sam Welsford     |
| 2     | 22 jan | Tanunda – Tanunda            |             | 128,8        | 1 253 m          | Sam Welsford     | Sam Welsford     |
| 3     | 23 jan | Norwood – Uraidla            |             | 147,5        | 2 648 m          | Javier Romo      | Javier Romo      |
| 4     | 24 jan | Glenelg – Victor Harbor      | Flack etapp | 157,2        | 2 027 m          | Bryan Coquard    | Javier Romo      |
| 5     | 25 jan | McLaren Vale – Willunga Hill | Kuperat     | 145,7        | 1 764 m          | Jhonatan Narváez | Jhonatan Narváez |
| 6     | 26 jan | Adelaide – Adelaide          | Flack etapp | 90           | 627 m            | Sam Welsford     | Jhonatan Narváez |

### 1:a etappen
| Prospect - Gumeracha | Flack etapp | (150,7 km) |

| \| Placeringar i etappen \| Placeringar i etappen \| Placeringar i etappen \| Placeringar i etappen \| Placeringar i etappen \| \| Cyklist \| Cyklist \| Lag \| Tid \| \| \| --------------------- \| --------------------- \| -------------------------- \| --------------------- \| --------------------- \| \| 1. \| Sam Welsford \| Red Bull-Bora-Hansgrohe \| 3t 26' 38" \| \| \| 2. \| Matthew Brennan \| Team Visma \\| Lease a Bike \| + 0" \| \| \| 3. \| Matt Walls \| Groupama-FDJ \| + 0" \| \| \| 4. \| Tim Torn Teutenberg \| Lidl-Trek \| + 0" \| \| \| 5. \| Ben Swift \| Ineos Grenadiers \| + 0" \| \| \| 6. \| Simon Dehairs \| Alpecin-Deceuninck \| + 0" \| \| \| 7. \| Corbin Strong \| Israel-Premier Tech \| + 0" \| \| \| 8. \| Rui Oliveira \| UAE Team Emirates XRG \| + 0" \| \| \| 9. \| Phil Bauhaus \| Bahrain Victorious \| + 0" \| \| \| 10. \| Jacopo Mosca \| Lidl-Trek \| + 0" \| \| |                     |                            |            |
| |                     |                            |            |
| |                     |                            |            |
| Placeringar i etappen |                     |                            |            |
| Cyklist | Cyklist             | Lag                        | Tid        |
| 1. | Sam Welsford        | Red Bull-Bora-Hansgrohe    | 3t 26' 38" |
| 2. | Matthew Brennan     | Team Visma \| Lease a Bike | + 0"       |
| 3. | Matt Walls          | Groupama-FDJ               | + 0"       |
| 4. | Tim Torn Teutenberg | Lidl-Trek                  | + 0"       |
| 5. | Ben Swift           | Ineos Grenadiers           | + 0"       |
| 6. | Simon Dehairs       | Alpecin-Deceuninck         | + 0"       |
| 7. | Corbin Strong       | Israel-Premier Tech        | + 0"       |
| 8. | Rui Oliveira        | UAE Team Emirates XRG      | + 0"       |
| 9. | Phil Bauhaus        | Bahrain Victorious         | + 0"       |
| 10. | Jacopo Mosca        | Lidl-Trek                  | + 0"       |

| \| Totaltävlingen \| Totaltävlingen \| Totaltävlingen \| Totaltävlingen \| Totaltävlingen \| \| Cyklist \| Cyklist \| Lag \| Tid \| \| \| -------------- \| ------------------- \| -------------------------- \| -------------- \| -------------- \| \| 1. \| Sam Welsford \| Red Bull-Bora-Hansgrohe \| 3t 26' 28" \| \| \| 2. \| Matthew Brennan \| Team Visma \\| Lease a Bike \| + 4" \| \| \| 3. \| Zac Marriage \| UniSA-Australia \| + 5" \| \| \| 4. \| Matt Walls \| Groupama-FDJ \| + 6" \| \| \| 5. \| Bastien Tronchon \| Decathlon-AG2R La Mondiale \| + 7" \| \| \| 6. \| Fergus Browning \| UniSA-Australia \| + 7" \| \| \| 7. \| Jhonatan Narváez \| UAE Team Emirates XRG \| + 9" \| \| \| 8. \| Tim Torn Teutenberg \| Lidl-Trek \| + 10" \| \| \| 9. \| Ben Swift \| Ineos Grenadiers \| + 10" \| \| \| 10. \| Simon Dehairs \| Alpecin-Deceuninck \| + 10" \| \| |                     |                            |            |
| |                     |                            |            |
| |                     |                            |            |
| Totaltävlingen |                     |                            |            |
| Cyklist | Cyklist             | Lag                        | Tid        |
| 1. | Sam Welsford        | Red Bull-Bora-Hansgrohe    | 3t 26' 28" |
| 2. | Matthew Brennan     | Team Visma \| Lease a Bike | + 4"       |
| 3. | Zac Marriage        | UniSA-Australia            | + 5"       |
| 4. | Matt Walls          | Groupama-FDJ               | + 6"       |
| 5. | Bastien Tronchon    | Decathlon-AG2R La Mondiale | + 7"       |
| 6. | Fergus Browning     | UniSA-Australia            | + 7"       |
| 7. | Jhonatan Narváez    | UAE Team Emirates XRG      | + 9"       |
| 8. | Tim Torn Teutenberg | Lidl-Trek                  | + 10"      |
| 9. | Ben Swift           | Ineos Grenadiers           | + 10"      |
| 10. | Simon Dehairs       | Alpecin-Deceuninck         | + 10"      |

### 2:a etappen
| Tanunda - Tanunda |  | (128,8 km) |

| \| Placeringar i etappen \| Placeringar i etappen \| Placeringar i etappen \| Placeringar i etappen \| Placeringar i etappen \| \| Cyklist \| Cyklist \| Lag \| Tid \| \| \| --------------------- \| --------------------- \| ----------------------- \| --------------------- \| --------------------- \| \| 1. \| Sam Welsford \| Red Bull-Bora-Hansgrohe \| 3t 01' 22" \| \| \| 2. \| Arne Marit \| Intermarché-Wanty \| + 0" \| \| \| 3. \| Bryan Coquard \| Cofidis \| + 0" \| \| \| 4. \| Tim Torn Teutenberg \| Lidl-Trek \| + 0" \| \| \| 5. \| Tobias Lund Andresen \| Team Picnic-PostNL \| + 0" \| \| \| 6. \| Henri Uhlig \| Alpecin-Deceuninck \| + 0" \| \| \| 7. \| Samuel Watson \| Ineos Grenadiers \| + 0" \| \| \| 8. \| Corbin Strong \| Israel-Premier Tech \| + 0" \| \| \| 9. \| Alexis Renard \| Cofidis \| + 0" \| \| \| 10. \| Matt Walls \| Groupama-FDJ \| + 0" \| \| |                      |                         |            |
| |                      |                         |            |
| |                      |                         |            |
| Placeringar i etappen |                      |                         |            |
| Cyklist | Cyklist              | Lag                     | Tid        |
| 1. | Sam Welsford         | Red Bull-Bora-Hansgrohe | 3t 01' 22" |
| 2. | Arne Marit           | Intermarché-Wanty       | + 0"       |
| 3. | Bryan Coquard        | Cofidis                 | + 0"       |
| 4. | Tim Torn Teutenberg  | Lidl-Trek               | + 0"       |
| 5. | Tobias Lund Andresen | Team Picnic-PostNL      | + 0"       |
| 6. | Henri Uhlig          | Alpecin-Deceuninck      | + 0"       |
| 7. | Samuel Watson        | Ineos Grenadiers        | + 0"       |
| 8. | Corbin Strong        | Israel-Premier Tech     | + 0"       |
| 9. | Alexis Renard        | Cofidis                 | + 0"       |
| 10. | Matt Walls           | Groupama-FDJ            | + 0"       |

| \| Totaltävlingen \| Totaltävlingen \| Totaltävlingen \| Totaltävlingen \| Totaltävlingen \| \| Cyklist \| Cyklist \| Lag \| Tid \| \| \| -------------- \| ---------------- \| -------------------------- \| -------------- \| -------------- \| \| 1. \| Sam Welsford \| Red Bull-Bora-Hansgrohe \| 6t 27' 40" \| \| \| 2. \| Arne Marit \| Intermarché-Wanty \| + 14" \| \| \| 3. \| Matthew Brennan \| Team Visma \\| Lease a Bike \| + 14" \| \| \| 4. \| Patrick Konrad \| Lidl-Trek \| + 15" \| \| \| 5. \| Georg Zimmermann \| Intermarché-Wanty \| + 15" \| \| \| 6. \| Zac Marriage \| UniSA-Australia \| + 15" \| \| \| 7. \| Fergus Browning \| UniSA-Australia \| + 15" \| \| \| 8. \| Matt Walls \| Groupama-FDJ \| + 16" \| \| \| 9. \| Bryan Coquard \| Cofidis \| + 16" \| \| \| 10. \| Bastien Tronchon \| Decathlon-AG2R La Mondiale \| + 16" \| \| |                  |                            |            |
| |                  |                            |            |
| |                  |                            |            |
| Totaltävlingen |                  |                            |            |
| Cyklist | Cyklist          | Lag                        | Tid        |
| 1. | Sam Welsford     | Red Bull-Bora-Hansgrohe    | 6t 27' 40" |
| 2. | Arne Marit       | Intermarché-Wanty          | + 14"      |
| 3. | Matthew Brennan  | Team Visma \| Lease a Bike | + 14"      |
| 4. | Patrick Konrad   | Lidl-Trek                  | + 15"      |
| 5. | Georg Zimmermann | Intermarché-Wanty          | + 15"      |
| 6. | Zac Marriage     | UniSA-Australia            | + 15"      |
| 7. | Fergus Browning  | UniSA-Australia            | + 15"      |
| 8. | Matt Walls       | Groupama-FDJ               | + 16"      |
| 9. | Bryan Coquard    | Cofidis                    | + 16"      |
| 10. | Bastien Tronchon | Decathlon-AG2R La Mondiale | + 16"      |

### 3:e etappen
| Norwood - Uraidla |  | (147,5 km) |

| \| Placeringar i etappen \| Placeringar i etappen \| Placeringar i etappen \| Placeringar i etappen \| Placeringar i etappen \| \| Cyklist \| Cyklist \| Lag \| Tid \| \| \| --------------------- \| ----------------------- \| -------------------------- \| --------------------- \| --------------------- \| \| 1. \| Javier Romo \| Movistar Team \| 3t 46' 01" \| \| \| 2. \| Jhonatan Narváez \| UAE Team Emirates XRG \| + 5" \| \| \| 3. \| Finn Fisher-Black \| Red Bull-Bora-Hansgrohe \| + 5" \| \| \| 4. \| Albert Withen Philipsen \| Lidl-Trek \| + 5" \| \| \| 5. \| Thomas Gloag \| Team Visma \\| Lease a Bike \| + 5" \| \| \| 6. \| Patrick Konrad \| Lidl-Trek \| + 5" \| \| \| 7. \| Andrea Bagioli \| Lidl-Trek \| + 5" \| \| \| 8. \| Bastien Tronchon \| Decathlon-AG2R La Mondiale \| + 5" \| \| \| 9. \| Rémy Rochas \| Groupama-FDJ \| + 5" \| \| \| 10. \| Magnus Sheffield \| Ineos Grenadiers \| + 5" \| \| |                         |                            |            |
| |                         |                            |            |
| |                         |                            |            |
| Placeringar i etappen |                         |                            |            |
| Cyklist | Cyklist                 | Lag                        | Tid        |
| 1. | Javier Romo             | Movistar Team              | 3t 46' 01" |
| 2. | Jhonatan Narváez        | UAE Team Emirates XRG      | + 5"       |
| 3. | Finn Fisher-Black       | Red Bull-Bora-Hansgrohe    | + 5"       |
| 4. | Albert Withen Philipsen | Lidl-Trek                  | + 5"       |
| 5. | Thomas Gloag            | Team Visma \| Lease a Bike | + 5"       |
| 6. | Patrick Konrad          | Lidl-Trek                  | + 5"       |
| 7. | Andrea Bagioli          | Lidl-Trek                  | + 5"       |
| 8. | Bastien Tronchon        | Decathlon-AG2R La Mondiale | + 5"       |
| 9. | Rémy Rochas             | Groupama-FDJ               | + 5"       |
| 10. | Magnus Sheffield        | Ineos Grenadiers           | + 5"       |

| \| Totaltävlingen \| Totaltävlingen \| Totaltävlingen \| Totaltävlingen \| Totaltävlingen \| \| Cyklist \| Cyklist \| Lag \| Tid \| \| \| -------------- \| ----------------------- \| -------------------------- \| -------------- \| -------------- \| \| 1. \| Javier Romo \| Movistar Team \| 10t 13' 51" \| \| \| 2. \| Jhonatan Narváez \| UAE Team Emirates XRG \| + 8" \| \| \| 3. \| Patrick Konrad \| Lidl-Trek \| + 10" \| \| \| 4. \| Finn Fisher-Black \| Red Bull-Bora-Hansgrohe \| + 10" \| \| \| 5. \| Bastien Tronchon \| Decathlon-AG2R La Mondiale \| + 12" \| \| \| 6. \| Magnus Sheffield \| Ineos Grenadiers \| + 15" \| \| \| 7. \| Albert Withen Philipsen \| Lidl-Trek \| + 15" \| \| \| 8. \| Jay Vine \| UAE Team Emirates XRG \| + 15" \| \| \| 9. \| Chris Harper \| Team Jayco AlUla \| + 15" \| \| \| 10. \| Andrea Bagioli \| Lidl-Trek \| + 15" \| \| |                         |                            |             |
| |                         |                            |             |
| |                         |                            |             |
| Totaltävlingen |                         |                            |             |
| Cyklist | Cyklist                 | Lag                        | Tid         |
| 1. | Javier Romo             | Movistar Team              | 10t 13' 51" |
| 2. | Jhonatan Narváez        | UAE Team Emirates XRG      | + 8"        |
| 3. | Patrick Konrad          | Lidl-Trek                  | + 10"       |
| 4. | Finn Fisher-Black       | Red Bull-Bora-Hansgrohe    | + 10"       |
| 5. | Bastien Tronchon        | Decathlon-AG2R La Mondiale | + 12"       |
| 6. | Magnus Sheffield        | Ineos Grenadiers           | + 15"       |
| 7. | Albert Withen Philipsen | Lidl-Trek                  | + 15"       |
| 8. | Jay Vine                | UAE Team Emirates XRG      | + 15"       |
| 9. | Chris Harper            | Team Jayco AlUla           | + 15"       |
| 10. | Andrea Bagioli          | Lidl-Trek                  | + 15"       |

### 4:e etappen
| Glenelg - Victor Harbor | Flack etapp | (157,2 km) |

| \| Placeringar i etappen \| Placeringar i etappen \| Placeringar i etappen \| Placeringar i etappen \| Placeringar i etappen \| \| Cyklist \| Cyklist \| Lag \| Tid \| \| \| --------------------- \| --------------------- \| -------------------------- \| --------------------- \| --------------------- \| \| 1. \| Bryan Coquard \| Cofidis \| 3t 55' 15" \| \| \| 2. \| Phil Bauhaus \| Bahrain Victorious \| + 0" \| \| \| 3. \| Jhonatan Narváez \| UAE Team Emirates XRG \| + 0" \| \| \| 4. \| Liam Walsh \| UniSA-Australia \| + 0" \| \| \| 5. \| Samuel Watson \| Ineos Grenadiers \| + 0" \| \| \| 6. \| Tobias Lund Andresen \| Team Picnic-PostNL \| + 0" \| \| \| 7. \| Corbin Strong \| Israel-Premier Tech \| + 0" \| \| \| 8. \| Tim Torn Teutenberg \| Lidl-Trek \| + 0" \| \| \| 9. \| Henri Uhlig \| Alpecin-Deceuninck \| + 0" \| \| \| 10. \| Dorian Godon \| Decathlon-AG2R La Mondiale \| + 0" \| \| |                      |                            |            |
| |                      |                            |            |
| |                      |                            |            |
| Placeringar i etappen |                      |                            |            |
| Cyklist | Cyklist              | Lag                        | Tid        |
| 1. | Bryan Coquard        | Cofidis                    | 3t 55' 15" |
| 2. | Phil Bauhaus         | Bahrain Victorious         | + 0"       |
| 3. | Jhonatan Narváez     | UAE Team Emirates XRG      | + 0"       |
| 4. | Liam Walsh           | UniSA-Australia            | + 0"       |
| 5. | Samuel Watson        | Ineos Grenadiers           | + 0"       |
| 6. | Tobias Lund Andresen | Team Picnic-PostNL         | + 0"       |
| 7. | Corbin Strong        | Israel-Premier Tech        | + 0"       |
| 8. | Tim Torn Teutenberg  | Lidl-Trek                  | + 0"       |
| 9. | Henri Uhlig          | Alpecin-Deceuninck         | + 0"       |
| 10. | Dorian Godon         | Decathlon-AG2R La Mondiale | + 0"       |

| \| Totaltävlingen \| Totaltävlingen \| Totaltävlingen \| Totaltävlingen \| Totaltävlingen \| \| Cyklist \| Cyklist \| Lag \| Tid \| \| \| -------------- \| ----------------------- \| -------------------------- \| -------------- \| -------------- \| \| 1. \| Javier Romo \| Movistar Team \| 14t 09' 06" \| \| \| 2. \| Jhonatan Narváez \| UAE Team Emirates XRG \| + 4" \| \| \| 3. \| Patrick Konrad \| Lidl-Trek \| + 10" \| \| \| 4. \| Finn Fisher-Black \| Red Bull-Bora-Hansgrohe \| + 10" \| \| \| 5. \| Bastien Tronchon \| Decathlon-AG2R La Mondiale \| + 12" \| \| \| 6. \| Magnus Sheffield \| Ineos Grenadiers \| + 15" \| \| \| 7. \| Albert Withen Philipsen \| Lidl-Trek \| + 15" \| \| \| 8. \| Jay Vine \| UAE Team Emirates XRG \| + 15" \| \| \| 9. \| Rémy Rochas \| Groupama-FDJ \| + 15" \| \| \| 10. \| Chris Harper \| Team Jayco AlUla \| + 15" \| \| |                         |                            |             |
| |                         |                            |             |
| |                         |                            |             |
| Totaltävlingen |                         |                            |             |
| Cyklist | Cyklist                 | Lag                        | Tid         |
| 1. | Javier Romo             | Movistar Team              | 14t 09' 06" |
| 2. | Jhonatan Narváez        | UAE Team Emirates XRG      | + 4"        |
| 3. | Patrick Konrad          | Lidl-Trek                  | + 10"       |
| 4. | Finn Fisher-Black       | Red Bull-Bora-Hansgrohe    | + 10"       |
| 5. | Bastien Tronchon        | Decathlon-AG2R La Mondiale | + 12"       |
| 6. | Magnus Sheffield        | Ineos Grenadiers           | + 15"       |
| 7. | Albert Withen Philipsen | Lidl-Trek                  | + 15"       |
| 8. | Jay Vine                | UAE Team Emirates XRG      | + 15"       |
| 9. | Rémy Rochas             | Groupama-FDJ               | + 15"       |
| 10. | Chris Harper            | Team Jayco AlUla           | + 15"       |

### 5:e etappen
| McLaren Vale - Willunga Hill | Kuperat | (145,7 km) |

| \| Placeringar i etappen \| Placeringar i etappen \| Placeringar i etappen \| Placeringar i etappen \| Placeringar i etappen \| \| Cyklist \| Cyklist \| Lag \| Tid \| \| \| --------------------- \| --------------------- \| -------------------------- \| --------------------- \| --------------------- \| \| 1. \| Jhonatan Narváez \| UAE Team Emirates XRG \| 3t 17' 02" \| \| \| 2. \| Oscar Onley \| Team Picnic-PostNL \| + 0" \| \| \| 3. \| Finn Fisher-Black \| Red Bull-Bora-Hansgrohe \| + 0" \| \| \| 4. \| Luke Plapp \| Team Jayco AlUla \| + 3" \| \| \| 5. \| Javier Romo \| Movistar Team \| + 3" \| \| \| 6. \| Michael Woods \| Israel-Premier Tech \| + 6" \| \| \| 7. \| Thomas Gloag \| Team Visma \\| Lease a Bike \| + 6" \| \| \| 8. \| Magnus Sheffield \| Ineos Grenadiers \| + 6" \| \| \| 9. \| Bastien Tronchon \| Decathlon-AG2R La Mondiale \| + 6" \| \| \| 10. \| Patrick Konrad \| Lidl-Trek \| + 15" \| \| |                   |                            |            |
| |                   |                            |            |
| |                   |                            |            |
| Placeringar i etappen |                   |                            |            |
| Cyklist | Cyklist           | Lag                        | Tid        |
| 1. | Jhonatan Narváez  | UAE Team Emirates XRG      | 3t 17' 02" |
| 2. | Oscar Onley       | Team Picnic-PostNL         | + 0"       |
| 3. | Finn Fisher-Black | Red Bull-Bora-Hansgrohe    | + 0"       |
| 4. | Luke Plapp        | Team Jayco AlUla           | + 3"       |
| 5. | Javier Romo       | Movistar Team              | + 3"       |
| 6. | Michael Woods     | Israel-Premier Tech        | + 6"       |
| 7. | Thomas Gloag      | Team Visma \| Lease a Bike | + 6"       |
| 8. | Magnus Sheffield  | Ineos Grenadiers           | + 6"       |
| 9. | Bastien Tronchon  | Decathlon-AG2R La Mondiale | + 6"       |
| 10. | Patrick Konrad    | Lidl-Trek                  | + 15"      |

| \| Totaltävlingen \| Totaltävlingen \| Totaltävlingen \| Totaltävlingen \| Totaltävlingen \| \| Cyklist \| Cyklist \| Lag \| Tid \| \| \| -------------- \| ----------------- \| -------------------------- \| -------------- \| -------------- \| \| 1. \| Jhonatan Narváez \| UAE Team Emirates XRG \| 17t 26' 02" \| \| \| 2. \| Javier Romo \| Movistar Team \| + 9" \| \| \| 3. \| Finn Fisher-Black \| Red Bull-Bora-Hansgrohe \| + 12" \| \| \| 4. \| Oscar Onley \| Team Picnic-PostNL \| + 15" \| \| \| 5. \| Bastien Tronchon \| Decathlon-AG2R La Mondiale \| + 24" \| \| \| 6. \| Luke Plapp \| Team Jayco AlUla \| + 24" \| \| \| 7. \| Magnus Sheffield \| Ineos Grenadiers \| + 27" \| \| \| 8. \| Thomas Gloag \| Team Visma \\| Lease a Bike \| + 27" \| \| \| 9. \| Patrick Konrad \| Lidl-Trek \| + 31" \| \| \| 10. \| Michael Woods \| Israel-Premier Tech \| + 47" \| \| |                   |                            |             |
| |                   |                            |             |
| |                   |                            |             |
| Totaltävlingen |                   |                            |             |
| Cyklist | Cyklist           | Lag                        | Tid         |
| 1. | Jhonatan Narváez  | UAE Team Emirates XRG      | 17t 26' 02" |
| 2. | Javier Romo       | Movistar Team              | + 9"        |
| 3. | Finn Fisher-Black | Red Bull-Bora-Hansgrohe    | + 12"       |
| 4. | Oscar Onley       | Team Picnic-PostNL         | + 15"       |
| 5. | Bastien Tronchon  | Decathlon-AG2R La Mondiale | + 24"       |
| 6. | Luke Plapp        | Team Jayco AlUla           | + 24"       |
| 7. | Magnus Sheffield  | Ineos Grenadiers           | + 27"       |
| 8. | Thomas Gloag      | Team Visma \| Lease a Bike | + 27"       |
| 9. | Patrick Konrad    | Lidl-Trek                  | + 31"       |
| 10. | Michael Woods     | Israel-Premier Tech        | + 47"       |

### 6:e etappen
| Adelaide - Adelaide | Flack etapp | (90 km) |

| \| Placeringar i etappen \| Placeringar i etappen \| Placeringar i etappen \| Placeringar i etappen \| Placeringar i etappen \| \| Cyklist \| Cyklist \| Lag \| Tid \| \| \| --------------------- \| ----------------------- \| ----------------------- \| --------------------- \| --------------------- \| \| 1. \| Sam Welsford \| Red Bull-Bora-Hansgrohe \| 1t 53' 14" \| \| \| 2. \| Bryan Coquard \| Cofidis \| + 0" \| \| \| 3. \| Phil Bauhaus \| Bahrain Victorious \| + 0" \| \| \| 4. \| Rui Oliveira \| UAE Team Emirates XRG \| + 0" \| \| \| 5. \| Danny van Poppel \| Red Bull-Bora-Hansgrohe \| + 0" \| \| \| 6. \| Henri Uhlig \| Alpecin-Deceuninck \| + 0" \| \| \| 7. \| Tobias Lund Andresen \| Team Picnic-PostNL \| + 0" \| \| \| 8. \| Tim Torn Teutenberg \| Lidl-Trek \| + 0" \| \| \| 9. \| Matt Walls \| Groupama-FDJ \| + 0" \| \| \| 10. \| Andrea Raccagni Noviero \| Soudal Quick-Step \| + 0" \| \| |                         |                         |            |
| |                         |                         |            |
| |                         |                         |            |
| Placeringar i etappen |                         |                         |            |
| Cyklist | Cyklist                 | Lag                     | Tid        |
| 1. | Sam Welsford            | Red Bull-Bora-Hansgrohe | 1t 53' 14" |
| 2. | Bryan Coquard           | Cofidis                 | + 0"       |
| 3. | Phil Bauhaus            | Bahrain Victorious      | + 0"       |
| 4. | Rui Oliveira            | UAE Team Emirates XRG   | + 0"       |
| 5. | Danny van Poppel        | Red Bull-Bora-Hansgrohe | + 0"       |
| 6. | Henri Uhlig             | Alpecin-Deceuninck      | + 0"       |
| 7. | Tobias Lund Andresen    | Team Picnic-PostNL      | + 0"       |
| 8. | Tim Torn Teutenberg     | Lidl-Trek               | + 0"       |
| 9. | Matt Walls              | Groupama-FDJ            | + 0"       |
| 10. | Andrea Raccagni Noviero | Soudal Quick-Step       | + 0"       |

## Resultat

### Sammanlagt
| \| Totaltävlingen \| Totaltävlingen \| Totaltävlingen \| Totaltävlingen \| Totaltävlingen \| \| Cyklist \| Cyklist \| Lag \| Tid \| \| \| -------------- \| ----------------- \| -------------------------- \| -------------- \| -------------- \| \| 1. \| Jhonatan Narváez \| UAE Team Emirates XRG \| 19t 19' 16" \| \| \| 2. \| Javier Romo \| Movistar Team \| + 9" \| \| \| 3. \| Finn Fisher-Black \| Red Bull-Bora-Hansgrohe \| + 12" \| \| \| 4. \| Oscar Onley \| Team Picnic-PostNL \| + 15" \| \| \| 5. \| Bastien Tronchon \| Decathlon-AG2R La Mondiale \| + 24" \| \| \| 6. \| Luke Plapp \| Team Jayco AlUla \| + 24" \| \| \| 7. \| Magnus Sheffield \| Ineos Grenadiers \| + 27" \| \| \| 8. \| Thomas Gloag \| Team Visma \\| Lease a Bike \| + 27" \| \| \| 9. \| Patrick Konrad \| Lidl-Trek \| + 31" \| \| \| 10. \| Michael Woods \| Israel-Premier Tech \| + 47" \| \| |                   |                            |             |
| |                   |                            |             |
| |                   |                            |             |
| Totaltävlingen |                   |                            |             |
| Cyklist | Cyklist           | Lag                        | Tid         |
| 1. | Jhonatan Narváez  | UAE Team Emirates XRG      | 19t 19' 16" |
| 2. | Javier Romo       | Movistar Team              | + 9"        |
| 3. | Finn Fisher-Black | Red Bull-Bora-Hansgrohe    | + 12"       |
| 4. | Oscar Onley       | Team Picnic-PostNL         | + 15"       |
| 5. | Bastien Tronchon  | Decathlon-AG2R La Mondiale | + 24"       |
| 6. | Luke Plapp        | Team Jayco AlUla           | + 24"       |
| 7. | Magnus Sheffield  | Ineos Grenadiers           | + 27"       |
| 8. | Thomas Gloag      | Team Visma \| Lease a Bike | + 27"       |
| 9. | Patrick Konrad    | Lidl-Trek                  | + 31"       |
| 10. | Michael Woods     | Israel-Premier Tech        | + 47"       |

### Övriga tävlingar
| Poängtävlingen | Poängtävlingen       | Poängtävlingen          | Poängtävlingen | Poängtävlingen |
| Cyklist        | Cyklist              | Lag                     | Poäng          |                |
| -------------- | -------------------- | ----------------------- | -------------- | -------------- |
| 1.             | Sam Welsford         | Red Bull-Bora-Hansgrohe | 90 poäng       |                |
| 2.             | Bryan Coquard        | Cofidis                 | 70 poäng       |                |
| 3.             | Phil Bauhaus         | Bahrain Victorious      | 61 poäng       |                |
| 4.             | Jhonatan Narváez     | UAE Team Emirates XRG   | 60 poäng       |                |
| 5.             | Tim Torn Teutenberg  | Lidl-Trek               | 60 poäng       |                |
| 6.             | Tobias Lund Andresen | Team Picnic-PostNL      | 50 poäng       |                |
| 7.             | Henri Uhlig          | Alpecin-Deceuninck      | 43 poäng       |                |
| 8.             | Corbin Strong        | Israel-Premier Tech     | 42 poäng       |                |
| 9.             | Matt Walls           | Groupama-FDJ            | 38 poäng       |                |
| 10.            | Javier Romo          | Movistar Team           | 31 poäng       |                |

| Poängtävlingen | Poängtävlingen       | Poängtävlingen          | Poängtävlingen | Poängtävlingen |
| Cyklist        | Cyklist              | Lag                     | Poäng          |                |
| -------------- | -------------------- | ----------------------- | -------------- | -------------- |
| 1.             | Sam Welsford         | Red Bull-Bora-Hansgrohe | 90 poäng       |                |
| 2.             | Bryan Coquard        | Cofidis                 | 70 poäng       |                |
| 3.             | Phil Bauhaus         | Bahrain Victorious      | 61 poäng       |                |
| 4.             | Jhonatan Narváez     | UAE Team Emirates XRG   | 60 poäng       |                |
| 5.             | Tim Torn Teutenberg  | Lidl-Trek               | 60 poäng       |                |
| 6.             | Tobias Lund Andresen | Team Picnic-PostNL      | 50 poäng       |                |
| 7.             | Henri Uhlig          | Alpecin-Deceuninck      | 43 poäng       |                |
| 8.             | Corbin Strong        | Israel-Premier Tech     | 42 poäng       |                |
| 9.             | Matt Walls           | Groupama-FDJ            | 38 poäng       |                |
| 10.            | Javier Romo          | Movistar Team           | 31 poäng       |                |

| Bergstävlingen | Bergstävlingen    | Bergstävlingen          | Bergstävlingen | Bergstävlingen |
| Cyklist        | Cyklist           | Lag                     | Poäng          |                |
| -------------- | ----------------- | ----------------------- | -------------- | -------------- |
| 1.             | Fergus Browning   | UniSA-Australia         | 58 poäng       |                |
| 2.             | Mauro Schmid      | Team Jayco AlUla        | 27 poäng       |                |
| 3.             | Jhonatan Narváez  | UAE Team Emirates XRG   | 16 poäng       |                |
| 4.             | Chris Harper      | Team Jayco AlUla        | 16 poäng       |                |
| 5.             | Javier Romo       | Movistar Team           | 15 poäng       |                |
| 6.             | Zac Marriage      | UniSA-Australia         | 15 poäng       |                |
| 7.             | Damien Howson     | UniSA-Australia         | 11 poäng       |                |
| 8.             | Finn Fisher-Black | Red Bull-Bora-Hansgrohe | 11 poäng       |                |
| 9.             | Rémy Rochas       | Groupama-FDJ            | 10 poäng       |                |
| 10.            | Patrick Konrad    | Lidl-Trek               | 10 poäng       |                |

| Bergstävlingen | Bergstävlingen    | Bergstävlingen          | Bergstävlingen | Bergstävlingen |
| Cyklist        | Cyklist           | Lag                     | Poäng          |                |
| -------------- | ----------------- | ----------------------- | -------------- | -------------- |
| 1.             | Fergus Browning   | UniSA-Australia         | 58 poäng       |                |
| 2.             | Mauro Schmid      | Team Jayco AlUla        | 27 poäng       |                |
| 3.             | Jhonatan Narváez  | UAE Team Emirates XRG   | 16 poäng       |                |
| 4.             | Chris Harper      | Team Jayco AlUla        | 16 poäng       |                |
| 5.             | Javier Romo       | Movistar Team           | 15 poäng       |                |
| 6.             | Zac Marriage      | UniSA-Australia         | 15 poäng       |                |
| 7.             | Damien Howson     | UniSA-Australia         | 11 poäng       |                |
| 8.             | Finn Fisher-Black | Red Bull-Bora-Hansgrohe | 11 poäng       |                |
| 9.             | Rémy Rochas       | Groupama-FDJ            | 10 poäng       |                |
| 10.            | Patrick Konrad    | Lidl-Trek               | 10 poäng       |                |

| Ungdomstävlingen | Ungdomstävlingen        | Ungdomstävlingen           | Ungdomstävlingen | Ungdomstävlingen |
| Cyklist          | Cyklist                 | Lag                        | Tid              |                  |
| ---------------- | ----------------------- | -------------------------- | ---------------- | ---------------- |
| 1.               | Albert Withen Philipsen | Lidl-Trek                  | 19t 20' 25"      |                  |
| 2.               | Zac Marriage            | UniSA-Australia            | + 15"            |                  |
| 3.               | Pablo Torres            | Interpro Cycling Academy   | + 20"            |                  |
| 4.               | Lukas Nerurkar          | EF Education-EasyPost      | + 1' 41"         |                  |
| 5.               | Menno Huising           | Team Visma \| Lease a Bike | + 3' 07"         |                  |
| 6.               | Tijmen Graat            | Team Visma \| Lease a Bike | + 4' 33"         |                  |
| 7.               | Fergus Browning         | UniSA-Australia            | + 4' 52"         |                  |
| 8.               | Matthew Brennan         | Team Visma \| Lease a Bike | + 5' 27"         |                  |
| 9.               | Bjoern Koerdt           | Team Picnic-PostNL         | + 5' 33"         |                  |
| 10.              | Diego Pescador          | Movistar Team              | + 11' 17"        |                  |

| Ungdomstävlingen | Ungdomstävlingen        | Ungdomstävlingen           | Ungdomstävlingen | Ungdomstävlingen |
| Cyklist          | Cyklist                 | Lag                        | Tid              |                  |
| ---------------- | ----------------------- | -------------------------- | ---------------- | ---------------- |
| 1.               | Albert Withen Philipsen | Lidl-Trek                  | 19t 20' 25"      |                  |
| 2.               | Zac Marriage            | UniSA-Australia            | + 15"            |                  |
| 3.               | Pablo Torres            | Interpro Cycling Academy   | + 20"            |                  |
| 4.               | Lukas Nerurkar          | EF Education-EasyPost      | + 1' 41"         |                  |
| 5.               | Menno Huising           | Team Visma \| Lease a Bike | + 3' 07"         |                  |
| 6.               | Tijmen Graat            | Team Visma \| Lease a Bike | + 4' 33"         |                  |
| 7.               | Fergus Browning         | UniSA-Australia            | + 4' 52"         |                  |
| 8.               | Matthew Brennan         | Team Visma \| Lease a Bike | + 5' 27"         |                  |
| 9.               | Bjoern Koerdt           | Team Picnic-PostNL         | + 5' 33"         |                  |
| 10.              | Diego Pescador          | Movistar Team              | + 11' 17"        |                  |

| Lagtävlingen | Lagtävlingen          | Lagtävlingen | Lagtävlingen |
| Lag          | Lag                   | Tid          |              |
| ------------ | --------------------- | ------------ | ------------ |
| 1.           | Lidl-Trek             | 58t 00' 34"  |              |
| 2.           | UAE Team Emirates XRG | + 2"         |              |
| 3.           | Israel-Premier Tech   | + 1' 50"     |              |
| 4.           | Team Jayco AlUla      | + 4' 58"     |              |
| 5.           | Groupama-FDJ          | + 5' 22"     |              |

| Lagtävlingen | Lagtävlingen          | Lagtävlingen | Lagtävlingen |
| Lag          | Lag                   | Tid          |              |
| ------------ | --------------------- | ------------ | ------------ |
| 1.           | Lidl-Trek             | 58t 00' 34"  |              |
| 2.           | UAE Team Emirates XRG | + 2"         |              |
| 3.           | Israel-Premier Tech   | + 1' 50"     |              |
| 4.           | Team Jayco AlUla      | + 4' 58"     |              |
| 5.           | Groupama-FDJ          | + 5' 22"     |              |

## Startlista
| Israel-Premier Tech IPT | Israel-Premier Tech IPT | Israel-Premier Tech IPT |
| ----------------------- | ----------------------- | ----------------------- |
| #                       | Cyklist                 | Placering               |
| 1                       | Stephen Williams (GBR)  | 53.                     |
| 2                       | George Bennett (NZL)    | 30.                     |
| 3                       | Simon Clarke (AUS)      | 106.                    |
| 4                       | Pier-André Côté (CAN)   | 104.                    |
| 5                       | Nick Schultz (AUS)      | 81.                     |
| 6                       | Corbin Strong (NZL)     | 21.                     |
| 7                       | Michael Woods (CAN)     | 10.                     |

| Team Jayco AlUla JAY | Team Jayco AlUla JAY            | Team Jayco AlUla JAY |
| -------------------- | ------------------------------- | -------------------- |
| #                    | Cyklist                         | Placering            |
| 11                   | Luke Plapp (AUS)                | 6.                   |
| 12                   | Luke Durbridge (AUS) (landsväg) | 121.                 |
| 13                   | Chris Harper (AUS)              | 14.                  |
| 14                   | Michael Hepburn (AUS)           | 127.                 |
| 15                   | Kelland O'Brien (AUS)           | 73.                  |
| 16                   | Mauro Schmid (SUI) (landsväg)   | 40.                  |
| 17                   | Campbell Stewart (NZL)          | 122.                 |

| Bahrain Victorious TBV | Bahrain Victorious TBV   | Bahrain Victorious TBV |
| ---------------------- | ------------------------ | ---------------------- |
| #                      | Cyklist                  | Placering              |
| 21                     | Phil Bauhaus (GER)       | 102.                   |
| 22                     | Nikias Arndt (GER)       | 101.                   |
| 23                     | Roman Ermakov (RUS)      | 79.                    |
| 24                     | Afonso Eulálio (POR)     | 15.                    |
| 25                     | Mathijs Paasschens (NED) | 82.                    |
| 26                     | Daniel Skerl (ITA)       | 131.                   |
| 27                     | Robert Stannard (AUS)    | 57.                    |

| UAE Team Emirates XRG UAD | UAE Team Emirates XRG UAD         | UAE Team Emirates XRG UAD |
| ------------------------- | --------------------------------- | ------------------------- |
| #                         | Cyklist                           | Placering                 |
| 31                        | Jay Vine (AUS)                    | 11.                       |
| 32                        | Rune Herregodts (BEL)             | 117.                      |
| 33                        | Julius Johansen (DEN)             | 120.                      |
| 34                        | Jhonatan Narváez (ECU) (landsväg) | 1.                        |
| 35                        | Rui Oliveira (POR)                | 98.                       |
| 36                        | Marc Soler (ESP)                  | 90.                       |
| 37                        | Pablo Torres (ESP)                | 22.                       |

| Soudal Quick-Step SOQ | Soudal Quick-Step SOQ         | Soudal Quick-Step SOQ |
| --------------------- | ----------------------------- | --------------------- |
| #                     | Cyklist                       | Placering             |
| 41                    | Pascal Eenkhoorn (NED)        | 86.                   |
| 42                    | Pieter Serry (BEL)            | 72.                   |
| 43                    | Andrea Raccagni Noviero (ITA) | 108.                  |
| 44                    | Casper Pedersen (DEN)         | 69.                   |
| 45                    | Antoine Huby (FRA)            | 54.                   |
| 46                    | James Knox (GBR)              | 124.                  |
| 47                    | William Junior Lecerf (BEL)   | 20.                   |

| Decathlon-AG2R La Mondiale DAT | Decathlon-AG2R La Mondiale DAT | Decathlon-AG2R La Mondiale DAT |
| ------------------------------ | ------------------------------ | ------------------------------ |
| #                              | Cyklist                        | Placering                      |
| 51                             | Paul Lapeira (FRA) (landsväg)  | 49.                            |
| 52                             | Geoffrey Bouchard (FRA)        | 87.                            |
| 53                             | Dorian Godon (FRA)             | 43.                            |
| 54                             | Noa Isidore (FRA)              | 110.                           |
| 55                             | Jordan Labrosse (FRA)          | 56.                            |
| 56                             | Bastien Tronchon (FRA)         | 5.                             |
| 57                             | Andrea Vendrame (ITA)          | 75.                            |

| Intermarché-Wanty IWA | Intermarché-Wanty IWA    | Intermarché-Wanty IWA |
| --------------------- | ------------------------ | --------------------- |
| #                     | Cyklist                  | Placering             |
| 61                    | Francesco Busatto (ITA)  | 74.                   |
| 62                    | Dries De Pooter (BEL)    | 36.                   |
| 63                    | Arne Marit (BEL)         | 105.                  |
| 64                    | Tom Paquot (BEL)         | 133.                  |
| 65                    | Dion Smith (NZL)         | 48.                   |
| 66                    | Taco van der Hoorn (NED) | 134.                  |
| 67                    | Georg Zimmermann (GER)   | 18.                   |

| Ineos Grenadiers IGD | Ineos Grenadiers IGD     | Ineos Grenadiers IGD |
| -------------------- | ------------------------ | -------------------- |
| #                    | Cyklist                  | Placering            |
| 71                   | Lucas Hamilton (AUS)     | 65.                  |
| 72                   | Michał Kwiatkowski (POL) | 52.                  |
| 73                   | Magnus Sheffield (USA)   | 7.                   |
| 74                   | Ben Swift (GBR)          | 78.                  |
| 75                   | Connor Swift (GBR)       | 66.                  |
| 76                   | Geraint Thomas (GBR)     | 129.                 |
| 77                   | Samuel Watson (GBR)      | 77.                  |

| Red Bull-Bora-Hansgrohe RBH | Red Bull-Bora-Hansgrohe RBH | Red Bull-Bora-Hansgrohe RBH |
| --------------------------- | --------------------------- | --------------------------- |
| #                           | Cyklist                     | Placering                   |
| 81                          | Sam Welsford (AUS)          | 114.                        |
| 82                          | Finn Fisher-Black (NZL)     | 3.                          |
| 83                          | Filip Maciejuk (POL)        | 118.                        |
| 84                          | Ryan Mullen (IRL)           | 126.                        |
| 85                          | Laurence Pithie (NZL)       | 63.                         |
| 86                          | Danny van Poppel (NED)      | 84.                         |
| 87                          | Ben Zwiehoff (GER)          | 35.                         |

| Team Picnic-PostNL TPP | Team Picnic-PostNL TPP     | Team Picnic-PostNL TPP |
| ---------------------- | -------------------------- | ---------------------- |
| #                      | Cyklist                    | Placering              |
| 91                     | Tobias Lund Andresen (DEN) | 88.                    |
| 92                     | Julius van den Berg (NED)  | 109.                   |
| 93                     | Patrick Eddy (AUS)         | 97.                    |
| 94                     | Alexander Edmondson (AUS)  | 96.                    |
| 95                     | Gijs Leemreize (NED)       | 50.                    |
| 96                     | Oscar Onley (GBR)          | 4.                     |
| 97                     | Bjoern Koerdt (GBR)        | 44.                    |

| Cofidis COF | Cofidis COF          | Cofidis COF |
| ----------- | -------------------- | ----------- |
| #           | Cyklist              | Placering   |
| 101         | Bryan Coquard (FRA)  | 89.         |
| 102         | Jesús Herrada (ESP)  | 51.         |
| 103         | Ion Izagirre (ESP)   | 25.         |
| 104         | Nolann Mahoudo (FRA) | 116.        |
| 105         | Jan Maas (NED)       | 113.        |
| 106         | Paul Ourselin (FRA)  | 60.         |
| 107         | Alexis Renard (FRA)  | 91.         |

| Arkéa-B&B Hotels ARK | Arkéa-B&B Hotels ARK     | Arkéa-B&B Hotels ARK |
| -------------------- | ------------------------ | -------------------- |
| #                    | Cyklist                  | Placering            |
| 111                  | Cristián Rodríguez (ESP) | 29.                  |
| 112                  | Giosuè Epis (ITA)        | 99.                  |
| 113                  | Donavan Grondin (FRA)    | 119.                 |
| 114                  | Louis Rouland (FRA)      | 76.                  |
| 115                  | Miles Scotson (AUS)      | DNS-1                |
| 116                  | Martin Tjøtta (NOR)      | 45.                  |
| 117                  | Alessandro Verre (ITA)   | 37.                  |

| Movistar Team MOV | Movistar Team MOV                   | Movistar Team MOV |
| ----------------- | ----------------------------------- | ----------------- |
| #                 | Cyklist                             | Placering         |
| 121               | Carlos Canal (ESP)                  | 46.               |
| 122               | Manlio Moro (ITA)                   | DNS-1             |
| 123               | Gregor Mühlberger (AUT)             | 103.              |
| 124               | Mathias Norsgaard (DEN)             | 123.              |
| 125               | Diego Pescador (COL)                | 68.               |
| 126               | Natnael Tesfatsion (ERI) (landsväg) | 33.               |
| 127               | Javier Romo (ESP)                   | 2.                |

| Team Visma \| Lease a Bike TVL | Team Visma \| Lease a Bike TVL | Team Visma \| Lease a Bike TVL |
| ------------------------------ | ------------------------------ | ------------------------------ |
| #                              | Cyklist                        | Placering                      |
| 131                            | Dylan van Baarle (NED)         | DNS-2                          |
| 132                            | Loe van Belle (NED)            | DNF-5                          |
| 133                            | Matthew Brennan (GBR)          | 42.                            |
| 134                            | Thomas Gloag (GBR)             | 8.                             |
| 135                            | Tijmen Graat (NED)             | 38.                            |
| 136                            | Menno Huising (NED)            | 34.                            |
| 137                            | Julien Vermote (BEL)           | 128.                           |

| EF Education-EasyPost EFE | EF Education-EasyPost EFE | EF Education-EasyPost EFE |
| ------------------------- | ------------------------- | ------------------------- |
| #                         | Cyklist                   | Placering                 |
| 141                       | Esteban Chaves (COL)      | 26.                       |
| 142                       | Yuhi Todome (JPN)         | 107.                      |
| 143                       | Lukas Nerurkar (GBR)      | 28.                       |
| 144                       | Jardi van der Lee (NED)   | 93.                       |
| 145                       | Markel Beloki (ESP)       | 71.                       |
| 146                       | Max Walker (GBR)          | 85.                       |
| 147                       | Alastair MacKellar (AUS)  | 58.                       |

| Alpecin-Deceuninck ADC | Alpecin-Deceuninck ADC      | Alpecin-Deceuninck ADC |
| ---------------------- | --------------------------- | ---------------------- |
| #                      | Cyklist                     | Placering              |
| 151                    | Tobias Bayer (AUT)          | 83.                    |
| 152                    | Lars Boven (NED)            | 92.                    |
| 153                    | Ramses Debruyne (BEL)       | 115.                   |
| 154                    | Simon Dehairs (BEL)         | 132.                   |
| 155                    | Gal Glivar (SLO)            | 27.                    |
| 156                    | Henri Uhlig (GER)           | 62.                    |
| 157                    | Fabio Van den Bossche (BEL) | 64.                    |

| XDS Astana Team XAT | XDS Astana Team XAT              | XDS Astana Team XAT |
| ------------------- | -------------------------------- | ------------------- |
| #                   | Cyklist                          | Placering           |
| 161                 | Alberto Bettiol (ITA) (landsväg) | 67.                 |
| 162                 | Nicola Conci (ITA)               | 95.                 |
| 163                 | Aaron Gate (NZL) (landsväg)      | 61.                 |
| 164                 | Harold Martín López (ECU)        | DNF-3               |
| 165                 | Henok Mulubrhan (ERI) (landsväg) | 31.                 |
| 166                 | Ide Schelling (NED)              | 112.                |
| 167                 | Sergio Higuita (COL)             | 23.                 |

| Lidl-Trek LTK | Lidl-Trek LTK             | Lidl-Trek LTK |
| ------------- | ------------------------- | ------------- |
| #             | Cyklist                   | Placering     |
| 171           | Tim Torn Teutenberg (GER) | 80.           |
| 172           | Juan Pedro López (ESP)    | DSQ-6         |
| 173           | Bauke Mollema (NED)       | 13.           |
| 174           | Jacopo Mosca (ITA)        | 59.           |
| 175           | Albert Withen Philipsen   | 17.           |
| 176           | Patrick Konrad (AUT)      | 9.            |
| 177           | Andrea Bagioli (ITA)      | 24.           |

| Groupama-FDJ GFC | Groupama-FDJ GFC        | Groupama-FDJ GFC |
| ---------------- | ----------------------- | ---------------- |
| #                | Cyklist                 | Placering        |
| 181              | Lewis Askey (GBR)       | 55.              |
| 182              | Sven Erik Bystrøm (NOR) | 47.              |
| 183              | Clément Davy (FRA)      | 70.              |
| 184              | Eddy Le Huitouze (FRA)  | 130.             |
| 185              | Quentin Pacher (FRA)    | 32.              |
| 186              | Rémy Rochas (FRA)       | 12.              |
| 187              | Matt Walls (GBR)        | 94.              |

| UniSA-Australia AUS | UniSA-Australia AUS   | UniSA-Australia AUS |
| ------------------- | --------------------- | ------------------- |
| #                   | Cyklist               | Placering           |
| 191                 | Damien Howson (AUS)   | 41.                 |
| 192                 | Cameron Scott (AUS)   | 111.                |
| 193                 | Zac Marriage (AUS)    | 19.                 |
| 194                 | Fergus Browning (AUS) | 39.                 |
| 195                 | Rudy Porter (AUS)     | 16.                 |
| 196                 | Oliver Bleddyn (AUS)  | 100.                |
| 197                 | Liam Walsh (AUS)      | 125.                |

| Israel-Premier Tech IPT | Israel-Premier Tech IPT | Israel-Premier Tech IPT |
| ----------------------- | ----------------------- | ----------------------- |
| #                       | Cyklist                 | Placering               |
| 1                       | Stephen Williams (GBR)  | 53.                     |
| 2                       | George Bennett (NZL)    | 30.                     |
| 3                       | Simon Clarke (AUS)      | 106.                    |
| 4                       | Pier-André Côté (CAN)   | 104.                    |
| 5                       | Nick Schultz (AUS)      | 81.                     |
| 6                       | Corbin Strong (NZL)     | 21.                     |
| 7                       | Michael Woods (CAN)     | 10.                     |

| Team Jayco AlUla JAY | Team Jayco AlUla JAY            | Team Jayco AlUla JAY |
| -------------------- | ------------------------------- | -------------------- |
| #                    | Cyklist                         | Placering            |
| 11                   | Luke Plapp (AUS)                | 6.                   |
| 12                   | Luke Durbridge (AUS) (landsväg) | 121.                 |
| 13                   | Chris Harper (AUS)              | 14.                  |
| 14                   | Michael Hepburn (AUS)           | 127.                 |
| 15                   | Kelland O'Brien (AUS)           | 73.                  |
| 16                   | Mauro Schmid (SUI) (landsväg)   | 40.                  |
| 17                   | Campbell Stewart (NZL)          | 122.                 |

| Bahrain Victorious TBV | Bahrain Victorious TBV   | Bahrain Victorious TBV |
| ---------------------- | ------------------------ | ---------------------- |
| #                      | Cyklist                  | Placering              |
| 21                     | Phil Bauhaus (GER)       | 102.                   |
| 22                     | Nikias Arndt (GER)       | 101.                   |
| 23                     | Roman Ermakov (RUS)      | 79.                    |
| 24                     | Afonso Eulálio (POR)     | 15.                    |
| 25                     | Mathijs Paasschens (NED) | 82.                    |
| 26                     | Daniel Skerl (ITA)       | 131.                   |
| 27                     | Robert Stannard (AUS)    | 57.                    |

| UAE Team Emirates XRG UAD | UAE Team Emirates XRG UAD         | UAE Team Emirates XRG UAD |
| ------------------------- | --------------------------------- | ------------------------- |
| #                         | Cyklist                           | Placering                 |
| 31                        | Jay Vine (AUS)                    | 11.                       |
| 32                        | Rune Herregodts (BEL)             | 117.                      |
| 33                        | Julius Johansen (DEN)             | 120.                      |
| 34                        | Jhonatan Narváez (ECU) (landsväg) | 1.                        |
| 35                        | Rui Oliveira (POR)                | 98.                       |
| 36                        | Marc Soler (ESP)                  | 90.                       |
| 37                        | Pablo Torres (ESP)                | 22.                       |

| Soudal Quick-Step SOQ | Soudal Quick-Step SOQ         | Soudal Quick-Step SOQ |
| --------------------- | ----------------------------- | --------------------- |
| #                     | Cyklist                       | Placering             |
| 41                    | Pascal Eenkhoorn (NED)        | 86.                   |
| 42                    | Pieter Serry (BEL)            | 72.                   |
| 43                    | Andrea Raccagni Noviero (ITA) | 108.                  |
| 44                    | Casper Pedersen (DEN)         | 69.                   |
| 45                    | Antoine Huby (FRA)            | 54.                   |
| 46                    | James Knox (GBR)              | 124.                  |
| 47                    | William Junior Lecerf (BEL)   | 20.                   |

| Decathlon-AG2R La Mondiale DAT | Decathlon-AG2R La Mondiale DAT | Decathlon-AG2R La Mondiale DAT |
| ------------------------------ | ------------------------------ | ------------------------------ |
| #                              | Cyklist                        | Placering                      |
| 51                             | Paul Lapeira (FRA) (landsväg)  | 49.                            |
| 52                             | Geoffrey Bouchard (FRA)        | 87.                            |
| 53                             | Dorian Godon (FRA)             | 43.                            |
| 54                             | Noa Isidore (FRA)              | 110.                           |
| 55                             | Jordan Labrosse (FRA)          | 56.                            |
| 56                             | Bastien Tronchon (FRA)         | 5.                             |
| 57                             | Andrea Vendrame (ITA)          | 75.                            |

| Intermarché-Wanty IWA | Intermarché-Wanty IWA    | Intermarché-Wanty IWA |
| --------------------- | ------------------------ | --------------------- |
| #                     | Cyklist                  | Placering             |
| 61                    | Francesco Busatto (ITA)  | 74.                   |
| 62                    | Dries De Pooter (BEL)    | 36.                   |
| 63                    | Arne Marit (BEL)         | 105.                  |
| 64                    | Tom Paquot (BEL)         | 133.                  |
| 65                    | Dion Smith (NZL)         | 48.                   |
| 66                    | Taco van der Hoorn (NED) | 134.                  |
| 67                    | Georg Zimmermann (GER)   | 18.                   |

| Ineos Grenadiers IGD | Ineos Grenadiers IGD     | Ineos Grenadiers IGD |
| -------------------- | ------------------------ | -------------------- |
| #                    | Cyklist                  | Placering            |
| 71                   | Lucas Hamilton (AUS)     | 65.                  |
| 72                   | Michał Kwiatkowski (POL) | 52.                  |
| 73                   | Magnus Sheffield (USA)   | 7.                   |
| 74                   | Ben Swift (GBR)          | 78.                  |
| 75                   | Connor Swift (GBR)       | 66.                  |
| 76                   | Geraint Thomas (GBR)     | 129.                 |
| 77                   | Samuel Watson (GBR)      | 77.                  |

| Red Bull-Bora-Hansgrohe RBH | Red Bull-Bora-Hansgrohe RBH | Red Bull-Bora-Hansgrohe RBH |
| --------------------------- | --------------------------- | --------------------------- |
| #                           | Cyklist                     | Placering                   |
| 81                          | Sam Welsford (AUS)          | 114.                        |
| 82                          | Finn Fisher-Black (NZL)     | 3.                          |
| 83                          | Filip Maciejuk (POL)        | 118.                        |
| 84                          | Ryan Mullen (IRL)           | 126.                        |
| 85                          | Laurence Pithie (NZL)       | 63.                         |
| 86                          | Danny van Poppel (NED)      | 84.                         |
| 87                          | Ben Zwiehoff (GER)          | 35.                         |

| Team Picnic-PostNL TPP | Team Picnic-PostNL TPP     | Team Picnic-PostNL TPP |
| ---------------------- | -------------------------- | ---------------------- |
| #                      | Cyklist                    | Placering              |
| 91                     | Tobias Lund Andresen (DEN) | 88.                    |
| 92                     | Julius van den Berg (NED)  | 109.                   |
| 93                     | Patrick Eddy (AUS)         | 97.                    |
| 94                     | Alexander Edmondson (AUS)  | 96.                    |
| 95                     | Gijs Leemreize (NED)       | 50.                    |
| 96                     | Oscar Onley (GBR)          | 4.                     |
| 97                     | Bjoern Koerdt (GBR)        | 44.                    |

| Cofidis COF | Cofidis COF          | Cofidis COF |
| ----------- | -------------------- | ----------- |
| #           | Cyklist              | Placering   |
| 101         | Bryan Coquard (FRA)  | 89.         |
| 102         | Jesús Herrada (ESP)  | 51.         |
| 103         | Ion Izagirre (ESP)   | 25.         |
| 104         | Nolann Mahoudo (FRA) | 116.        |
| 105         | Jan Maas (NED)       | 113.        |
| 106         | Paul Ourselin (FRA)  | 60.         |
| 107         | Alexis Renard (FRA)  | 91.         |

| Arkéa-B&B Hotels ARK | Arkéa-B&B Hotels ARK     | Arkéa-B&B Hotels ARK |
| -------------------- | ------------------------ | -------------------- |
| #                    | Cyklist                  | Placering            |
| 111                  | Cristián Rodríguez (ESP) | 29.                  |
| 112                  | Giosuè Epis (ITA)        | 99.                  |
| 113                  | Donavan Grondin (FRA)    | 119.                 |
| 114                  | Louis Rouland (FRA)      | 76.                  |
| 115                  | Miles Scotson (AUS)      | DNS-1                |
| 116                  | Martin Tjøtta (NOR)      | 45.                  |
| 117                  | Alessandro Verre (ITA)   | 37.                  |

| Movistar Team MOV | Movistar Team MOV                   | Movistar Team MOV |
| ----------------- | ----------------------------------- | ----------------- |
| #                 | Cyklist                             | Placering         |
| 121               | Carlos Canal (ESP)                  | 46.               |
| 122               | Manlio Moro (ITA)                   | DNS-1             |
| 123               | Gregor Mühlberger (AUT)             | 103.              |
| 124               | Mathias Norsgaard (DEN)             | 123.              |
| 125               | Diego Pescador (COL)                | 68.               |
| 126               | Natnael Tesfatsion (ERI) (landsväg) | 33.               |
| 127               | Javier Romo (ESP)                   | 2.                |

| Team Visma \| Lease a Bike TVL | Team Visma \| Lease a Bike TVL | Team Visma \| Lease a Bike TVL |
| ------------------------------ | ------------------------------ | ------------------------------ |
| #                              | Cyklist                        | Placering                      |
| 131                            | Dylan van Baarle (NED)         | DNS-2                          |
| 132                            | Loe van Belle (NED)            | DNF-5                          |
| 133                            | Matthew Brennan (GBR)          | 42.                            |
| 134                            | Thomas Gloag (GBR)             | 8.                             |
| 135                            | Tijmen Graat (NED)             | 38.                            |
| 136                            | Menno Huising (NED)            | 34.                            |
| 137                            | Julien Vermote (BEL)           | 128.                           |

| EF Education-EasyPost EFE | EF Education-EasyPost EFE | EF Education-EasyPost EFE |
| ------------------------- | ------------------------- | ------------------------- |
| #                         | Cyklist                   | Placering                 |
| 141                       | Esteban Chaves (COL)      | 26.                       |
| 142                       | Yuhi Todome (JPN)         | 107.                      |
| 143                       | Lukas Nerurkar (GBR)      | 28.                       |
| 144                       | Jardi van der Lee (NED)   | 93.                       |
| 145                       | Markel Beloki (ESP)       | 71.                       |
| 146                       | Max Walker (GBR)          | 85.                       |
| 147                       | Alastair MacKellar (AUS)  | 58.                       |

| Alpecin-Deceuninck ADC | Alpecin-Deceuninck ADC      | Alpecin-Deceuninck ADC |
| ---------------------- | --------------------------- | ---------------------- |
| #                      | Cyklist                     | Placering              |
| 151                    | Tobias Bayer (AUT)          | 83.                    |
| 152                    | Lars Boven (NED)            | 92.                    |
| 153                    | Ramses Debruyne (BEL)       | 115.                   |
| 154                    | Simon Dehairs (BEL)         | 132.                   |
| 155                    | Gal Glivar (SLO)            | 27.                    |
| 156                    | Henri Uhlig (GER)           | 62.                    |
| 157                    | Fabio Van den Bossche (BEL) | 64.                    |

| XDS Astana Team XAT | XDS Astana Team XAT              | XDS Astana Team XAT |
| ------------------- | -------------------------------- | ------------------- |
| #                   | Cyklist                          | Placering           |
| 161                 | Alberto Bettiol (ITA) (landsväg) | 67.                 |
| 162                 | Nicola Conci (ITA)               | 95.                 |
| 163                 | Aaron Gate (NZL) (landsväg)      | 61.                 |
| 164                 | Harold Martín López (ECU)        | DNF-3               |
| 165                 | Henok Mulubrhan (ERI) (landsväg) | 31.                 |
| 166                 | Ide Schelling (NED)              | 112.                |
| 167                 | Sergio Higuita (COL)             | 23.                 |

| Lidl-Trek LTK | Lidl-Trek LTK             | Lidl-Trek LTK |
| ------------- | ------------------------- | ------------- |
| #             | Cyklist                   | Placering     |
| 171           | Tim Torn Teutenberg (GER) | 80.           |
| 172           | Juan Pedro López (ESP)    | DSQ-6         |
| 173           | Bauke Mollema (NED)       | 13.           |
| 174           | Jacopo Mosca (ITA)        | 59.           |
| 175           | Albert Withen Philipsen   | 17.           |
| 176           | Patrick Konrad (AUT)      | 9.            |
| 177           | Andrea Bagioli (ITA)      | 24.           |

| Groupama-FDJ GFC | Groupama-FDJ GFC        | Groupama-FDJ GFC |
| ---------------- | ----------------------- | ---------------- |
| #                | Cyklist                 | Placering        |
| 181              | Lewis Askey (GBR)       | 55.              |
| 182              | Sven Erik Bystrøm (NOR) | 47.              |
| 183              | Clément Davy (FRA)      | 70.              |
| 184              | Eddy Le Huitouze (FRA)  | 130.             |
| 185              | Quentin Pacher (FRA)    | 32.              |
| 186              | Rémy Rochas (FRA)       | 12.              |
| 187              | Matt Walls (GBR)        | 94.              |

| UniSA-Australia AUS | UniSA-Australia AUS   | UniSA-Australia AUS |
| ------------------- | --------------------- | ------------------- |
| #                   | Cyklist               | Placering           |
| 191                 | Damien Howson (AUS)   | 41.                 |
| 192                 | Cameron Scott (AUS)   | 111.                |
| 193                 | Zac Marriage (AUS)    | 19.                 |
| 194                 | Fergus Browning (AUS) | 39.                 |
| 195                 | Rudy Porter (AUS)     | 16.                 |
| 196                 | Oliver Bleddyn (AUS)  | 100.                |
| 197                 | Liam Walsh (AUS)      | 125.                |

Förklaringar
DNF = Fullföljde inte, OTL = Utanför tidsgränsen, DNS = Startade inte, DSQ = Diskvalificerad